# Четырёхликий лжец
«Четырёхликий лжец» (англ. The Four-Faced Liar) — американская комедия 2010 года режиссёра Джейкоба Чейза.

## Сюжет
Грег пеезжает жить к Молли, они собираются пожениться. В один из вечеров в баре они знакомятся с братом и сестрой Трипом и Бриждет. И Трип и Бриждет порядочные ловеласы, причём оба предпочитают девушек. У Трипа есть подружка Хлоя, но он далёк от серьёзных отношений. Быстро подружившись, молодые люди начинают много времени проводить вместе. Бриджет влюбляется в Молли. А Молли как раз испытывает трудности с женихом, жизнь с которым оказалась не совсем такой, как она себе представляла. Не выдержав притяжения к Бриджет, Молли заводит с ней роман. Трип тем временем изменяет Хлое, и та застаёт его на месте преступления. Все отношения разваливаются, и каждому предстоит разобраться, кого он на самом деле любит.

## Актёрский состав
| В ролях           |  | Персонаж |
| ----------------- |  | -------- |
| Эмили Пек         |  | Молли    |
| Марья Льюис Райан |  | Бриджет  |
| Тодд Кубрак       |  | Трип     |
| Лиз Осборн        |  | Хлоя     |
| Дэниел Карлайл    |  | Грег     |

## Награды
Фильм получил следующие награды:
| Награды                           | Награды | Награды            | Награды            | Награды             |
| --------------------------------- | ------- | ------------------ | ------------------ | ------------------- |
| Фестиваль / Премия                | Год     | Награда            | Категория          | Победитель          |
| Miami Gay & Lesbian Film Festival | 2010    | Emerging Artists   |                    | «Четырёхликий лжец» |
| Outfest                           | 2010    | HBO Audience Award | Best First Feature | «Четырёхликий лжец» |
| Q Cinema Film Festival            | 2010    |                    | Best Lesbian Film  | «Четырёхликий лжец» |